# Dasyhelea boothi
Dasyhelea boothi är en tvåvingeart som beskrevs av Ingram och John William Scott Macfie 1921. Dasyhelea boothi ingår i släktet Dasyhelea och familjen svidknott. Inga underarter finns listade i Catalogue of Life.